# Marostica
Marostica (velenceiül Maròstega) település Olaszországban, Veneto régióban, Vicenza megyében. Lakosainak száma 13 940 fő (2023. január 1.). Marostica Colceresa, Nove, Pianezze, Salcedo, Bassano del Grappa, Lusiana Conco és Schiavon községekkel határos.

## Népesség
A település népességének változása:
| Lakosok száma | 14 008 | 14 039 | 13 940 |
|               | 2017   | 2018   | 2023   |